# Apesocári
Apesocári (em grego: Απεσωκάρι; romaniz.: Apesokári) é uma aldeia e um sítio arqueológico de um antigo cemitério minoico no centro-sul da ilha de Creta, Grécia. A aldeia moderna tinha 131 habitantes em 2001; faz parte do município de Gortina e da unidade regional de Heraclião. A aldeia situa-se na planície de Messara, perto do sopé dos montes Asterúsia, 18 km a leste-sudeste do palácio minoico de Festo, 24 km a leste de Mátala e 52 km a sudoeste de Heraclião (distâncias por estrada).

## Estudos arqueológicos
O sítio foi escavado inicialmente por alemães durante a Segunda Guerra Mundial, quando foram escavados um pequeno túmulo tolo, uma sala de culto e um altar ao ar livre. Mais tarde, Costis Davaras escavou um segundo túmulo a leste do primeiro.
O túmulo é notável pelo facto dos enterramentos não terem tido lugar apenas no interior do tolo, mas também em algumas das divisões exteriores anexas. Também tinha uma sala de culto, muito provavelmente uma "cripta de pilar", pois tinha um pilar de madeira numa base de pedra. Um pequeno altar em banco foi construído num nicho à direita da entrada. Uma imagem de culto, formada por uma rocha natural, foi encontrada nesse altar. Há também um grande altar no exterior, rodeado por uma área pavimentada.
Nas proximidades existiu um assentamento minoico.